# Minamoto no Kintada
Minamoto no Kintada (源公忠 noto anche come 源公忠朝臣 Miyamoto no Kintada Ason; 889 – 12 gennaio 948) è stato un poeta giapponese waka del periodo Heian.

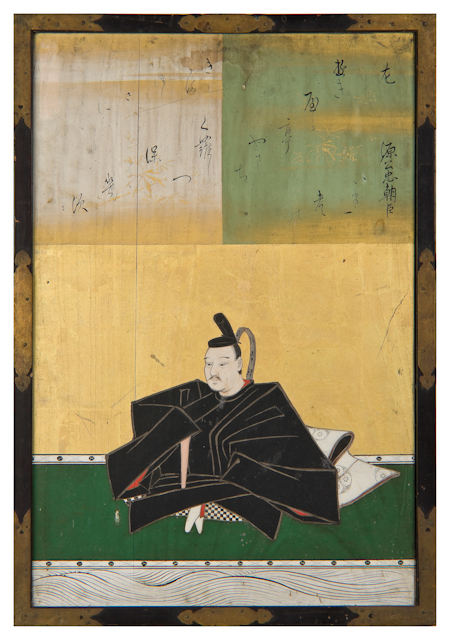
Minamoto no Kintada Asomi di Kanō Naonobu, 1648

Suo padre era Minamoto no Kuninori, figlio dell'imperatore Kōkō. Uno dei suoi figli era Minamoto no Saneakira, considerato uno dei Sanjurokkasen (Trentasei Immortali della Poesia) insieme a Kintada.

## Biografia
Ha lavorato come funzionario del tesoro imperiale durante i regni dell'Imperatore Daigo e dell'Imperatore Suzaku
Ha concluso la sua carriera come Jushiinoge (Junior Quarto Grado, Grado Inferiore), Udaiben (Principale Controllore della Destra).
Ha preso parte a diversi utaawase (concorsi di poesia) e byōbu uta (poesie composte su paravento), Ki no Tsurayuki ha composto in suo onore una poesia d'addio e gliela ha mostrata.
Eccelleva nel kōdō e nella falconeria. 
Ci sono alcuni aneddoti su di lui nel Yamato monogatari e nell'Ōkagami.
Le sue poesie sono state selezionate per diverse antologie di poesie imperiali a partire dalla compilazione del Gosen Wakashū e oltre. Ha lasciato una collezione personale il Kintada-shu.